# Orfeon Académico de Coimbra
O Orfeon Académico de Coimbra (OAC) ComSE • OIC • ComB • GOB • ComIP é o coro mais antigo de Portugal em actividade e um dos mais antigos da Europa. É também um dos oito Organismos Autónomos da Associação Académica de Coimbra, sendo ainda anterior à formação desta.
Com mais de uma centena de anos, o Orfeon Académico de Coimbra brota juventude. Constituído essencialmente por estudantes de todas as Faculdades da Universidade de Coimbra e Institutos Superiores, encontra-se em permanente empenho para manter e continuar a construir esta longa e gloriosa História.

## Fundação

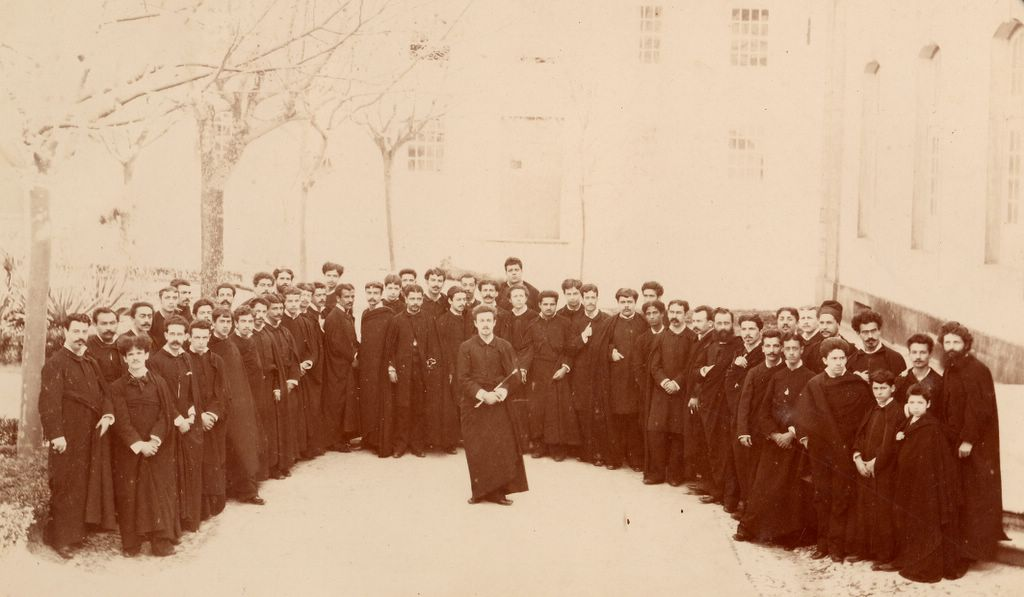
Orfeon de Arroyo

Nasceu a 29 de Outubro de 1880, com 60 coralistas e com o nome de "Sociedade Choral do Orpheon Académico", sob os auspícios do temperamento artístico do estudante de Direito João Arroyo. Fez a sua primeira apresentação ao público a 7 de Dezembro do mesmo ano, no Teatro Académico Príncipe Real, em Coimbra, por ocasião das comemorações do tricentenário da morte de Camões.
O espírito republicano que presidiu às referidas comemorações - a que aderiram nomes como Teófilo Braga e Antero de Quental - foi imbuído de todo um culto que ofereceu ao recém-criado Orfeon a oportunidade de se projectar. Preocupado em trazer a público autores contemporâneos, João Arroyo, com uma visão inovadora, mostrou pela primeira vez em Portugal a grandiosa música de Wagner.

## Maestros
Depois de João Arroyo, o OAC ressurgiria animado por Luís Stockler.
Foi depois, com António Joyce, que se cantou "Ámen" de Berlioz pela primeira vez, no Teatro Aveirense, sendo de destacar também a continuidade dada aos compositores românticos (Grieg, Brahms, ...).
O Padre Elias de Aguiar foi o regente seguinte do OAC. Nesta altura o Orfeon passou algumas dificuldades no recrutamento de vozes, devido à participação portuguesa na 1.ª Guerra Mundial, que ocupou grande parte da juventude de então. Contudo, estava lançado o Orfeon Académico de Coimbra para um futuro auspicioso.
Após Elias de Aguiar, seguiram-se as épocas de Raposo Marques, Joel Canhão, Cândido Lima e Carlos Brito que o elevaram na vertente de embaixada cultural.
Artur Carneiro, Virgílio Caseiro, Edgar Saramago e Artur Pinho foram os maestros subsequentes que incrementaram a base artística do organismo, já como legítimo representante da Academia, da Universidade, da Cidade e do País. Entre 2006 e 2008, esta responsabilidade esteve a cargo do Maestro Paulo Bernardino. A partir de Setembro de 2008, o maestro Artur Pinho voltou a assumir a regência do coro.

## Digressões
Em 1911, o OAC actuou no Trocadero, em Paris, naquela que foi a sua primeira digressão ao estrangeiro.
A epopeia das grandes viagens, bordada com a Academia, conduziu o Orfeon por todo o mundo. Na Europa, apresentou-se em Itália, Alemanha, Holanda, França, Hungria, citando alguns exemplos; mas esteve também presente no continente Americano, actuando no Canadá, EUA e Brasil; em África, em países tão diversos como África do Sul, Angola e Moçambique; e na Ásia, da qual é exemplo o Japão.
No território nacional já cantou um pouco por todo o continente e ilhas. Representou Portugal ao mais alto nível no Festival Europália 91, na Expo'98, na UNESCO, e foi o primeiro coro português a cantar na Basílica de São Pedro.

## Estrutura
O Orfeon Académico de Coimbra foi criado como coro masculino.
No entanto, as características de uma população universitária em constante mutação reflectiram-se no organismo, após o 25 de Abril de 1974, com modificações internas incluindo a admissão de elementos femininos.

## Outras actividades desenvolvidas
Podem-se destacar ao longo dos tempos, entre muitas outras, a dinamização de uma escola de Jazz, a realização de palestras, cursos de regência coral e de canto, a criação de um Grupo Complementar de Música Popular Portuguesa e um outro de Fado de Coimbra. Por este último passaram vários dos grandes nomes da canção de Coimbra como Luiz Goes, José Afonso, Fernando Machado Soares, Sutil Roque e Fernando Rolim, citando apenas alguns.

## Condecorações

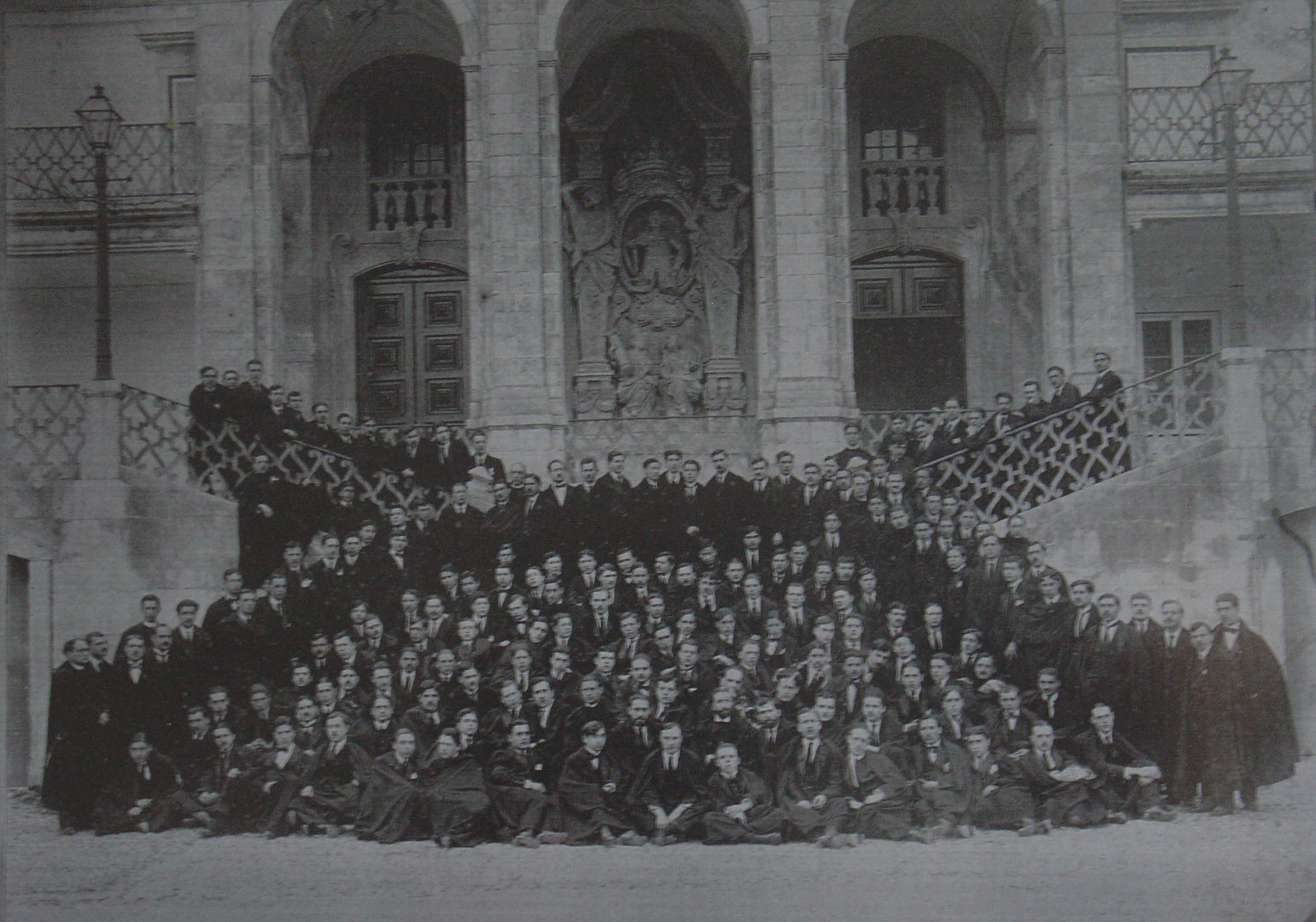
Orfeon de Raposo Marques

- Sócio de Honra da "Academia Mondial Degli Artisti e Profesionisti" de Roma
- Membro de Honra do Clube "Ateneo" da Faculdade de Letras de Poitiers
- Comendador da Ordem da Instrução Pública (5 de Outubro de 1931)[1]
- Comendador da Ordem de Benemerência (5 de Outubro de 1933)[1]
- Comendador da Antiga, Nobilíssima e Esclarecida Ordem Militar de Sant'Iago da Espada, do Mérito Científico, Literário e Artístico (10 de Dezembro de 1940)[1]
- Oficial da Ordem do Império Colonial (16 de Maio de 1950)[1]
- Grande-Oficial da Ordem de Benemerência (7 de Maio de 1955)[1]
- Medalha de Ouro da Cidade de Coimbra
- Medalha de Prata de Espinho
- Sócio de Mérito dos Jardins-Escolas João de Deus
- Benemérito da Cidade de Coimbra
- Sócio Benemérito das Creches de Coimbra
- Sócio Benemérito da Associação de Socorros Mútuos
- Sócio Benemérito dos Artistas de Coimbra
- Sócio Benemérito da Casa dos Pobres de Coimbra
- Sócio Honorário do Orfeão Português do Rio de Janeiro
- Sócio Honorário do Orfeão Portugal do Rio de Janeiro

## Ligações Externas
- Website Oficial do Orfeon Académico de Coimbra
- Página de Facebook do Orfeon Académico de Coimbra